# Europees kampioenschap voetbal 2008 (Groep D) Spanje - Rusland
Dit artikel gaat over de wedstrijd in de groepsfase in groep D tussen Spanje en Rusland gespeeld op 10 juni 2008 tijdens het Europees kampioenschap voetbal 2008.

## Voorafgaand aan de wedstrijd
- David Villa, spits van Valencia CF, is op tijd hersteld voor de eerste wedstrijd op het EK. Een lichte dijbeenblessure maakte dat twijfelachtig[1].

## Wedstrijdgegevens

De basisopstellingen van beide landen.

| Datum                | 10 juni 2008                      | 10 juni 2008                      |
| Stadion              | Tivoli Neu, Innsbruck, Oostenrijk | Tivoli Neu, Innsbruck, Oostenrijk |
| Toeschouwers         | 30.000                            | 30.000                            |
| Scheidsrechter       | Konrad Plautz                     | Konrad Plautz                     |
| Assistenten          | Egon Bereuter Markus Mayr         | Egon Bereuter Markus Mayr         |
| Vierde man           | Grzegorz Gilewski                 | Grzegorz Gilewski                 |
| Man van de wedstrijd | David Villa                       | David Villa                       |
|                      | Spanje                            | Rusland                           |
| Doelpunten           | 4                                 | 1                                 |
| Gele kaarten         | 0                                 | 0                                 |
| Rode kaarten         | 0                                 | 0                                 |
| Wissels              | 3                                 | 3                                 |
| Schoten op doel      | 12                                | 6                                 |
| Schoten naast doel   | 5                                 | 4                                 |
| Overtredingen        | 22                                | 18                                |
| Hoekschoppen         | 4                                 | 6                                 |
| Buitenspel           | 2                                 | 5                                 |
| Vrije trappen        | 24                                | 23                                |
| Strafschoppen        | 0                                 | 0                                 |
| Balbezit (tijd)      | 30'51                             | 35'38                             |
| Balbezit (%)         | 46                                | 54                                |

| Spanje | 4 – 1           | Rusland |
| David Villa 20' 44' 75' Francesc Fàbregas 90+1' | goals (assists) | 86' Roman Pavljoetsjenko |
| Luis Aragonés | bondscoach      | Guus Hiddink |
| Iker Casillas Carlos Marchena Carles Puyol Andrés Iniesta 63' David Villa Xavi Hernández Fernando Torres 54' Joan Capdevilla Sergio Ramos Marcos Senna David Silva 78' | opstellingen    | Igor Akinfejev Denis Kolodin Sergej Semak Roman Sjirokov Dinijar Biljaletdinov Konstantin Zyrjanov Joeri Zjirkov Roman Pavljoetsjenko 57' Igor Semsjov 46' Dmitri Sytsjov Aleksandr Anjoekov |
| Francesc Fàbregas 54' Santi Cazorla 63' Xabi Alonso 78' | wissels         | 46' 70' Vladimir Bystrov 57' Dmitri Torbinski 70' Roman Adamov |
| | gele kaarten    | |
| | rode kaarten    | |

## Verwijzingen
1. ↑  Mica de Montigny, 6 juni 2008: Villa op tijd fit voor Rusland

## Overzicht van wedstrijden
| Groepswedstrijden | | | |
| Groep A | Groep B | Groep C | Groep D |
| Zwitserland - Tsjechië Portugal - Turkije Tsjechië - Portugal Zwitserland - Turkije Zwitserland - Portugal Turkije - Tsjechië | Oostenrijk - Kroatië Duitsland - Polen Kroatië - Duitsland Oostenrijk - Polen Oostenrijk - Duitsland Polen - Kroatië | Roemenië - Frankrijk Nederland - Italië Italië - Roemenië Nederland - Frankrijk Nederland - Roemenië Frankrijk - Italië | Spanje - Rusland Griekenland - Zweden Zweden - Spanje Griekenland - Rusland Griekenland - Spanje Rusland - Zweden |
| Kwartfinales | | | |
| Portugal - Duitsland | Kroatië - Turkije | Nederland - Rusland | Spanje - Italië                                                                                                   |
| Halve finales | | | |
| Duitsland - Turkije | Duitsland - Turkije                                                                                                  | Rusland - Spanje | Rusland - Spanje                                                                                                  |
| Finale | | | |
| Duitsland - Spanje | | | |